# كارلا روبنسون
كارلا روبنسون هي صحفية كندية، ولدت في 23 يناير 1971.